# Henric Schartau

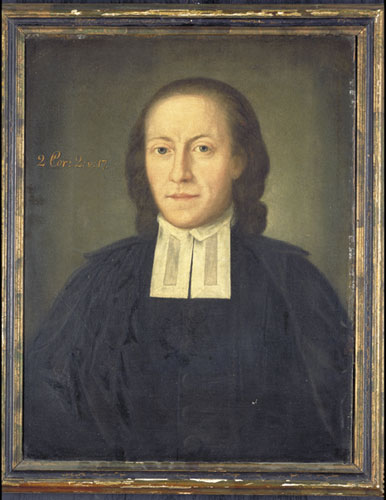
Schartau auf einem Gemälde von Martin David Roth (ca. 1797)

Henric Schartau (* 27. September 1757 in Malmö; † 3. Februar 1825 in Lund) war schwedischer Pastor, Prediger und Initiator einer schwedischen Erweckungsbewegung, des sog. Schartauanismus.
Henric Schartau, ein Sohn des Juristen Anders Schartau, begann 1771 das Theologiestudium an der Universität Lund. 1774 legte er das Kandidatenexamen ab, 1778 wurde er zum Magister promoviert. Er arbeitete zuerst als Hauslehrer, wurde 1780 ordiniert und übernahm eine Hauspredigerstelle bei Vizeadmiral Christopher Falkengréen. Ab 1783 war er kurzzeitig Bataillonsprediger in Malmö. 1785 wurde er Pastor in Lund, wo er bis zu seinem Tod wirkte, ab 1793 als erster stadskomminister und Präbendepfarrer in Stora Råby und Bjellerup. 1800 wurde er nebenamtlich auch Propst. Als Mitglied des Pfarrerstandes nahm er 1810 am Vierständereichstag teil.
Ab 1786 war Schartau mit Catharina (Cajsa) Elisabeth Sommelius (1754–1836) verheiratet. Zu seinen Kindern gehören der Fechtmeister Gustaf Johan Schartau (1794–1852), der 1834 einen ersten Versuch machte, die Olympischen Spiele wiederzubeleben, und Anna Catharina Schartau (* 1796), ab 1820 verheiratet mit dem Philologen Johan Norrman. Der Offizier und Schriftsteller Ivar Eilert Schartau war ein Stiefsohn.
Zu Beginn seiner pastoralen Tätigkeit stand Schartau theologisch der Herrnhuter Brüdergemeine nahe, brach aber 1787 mit deren emotionaler Religiosität. Er schlug eine orthodox-lutherische Richtung ein mit Betonung auf der Entwicklung des geistlichen Lebens im Rahmen der ordo salutis. Schartau erregte Aufmerksamkeit durch seine strengen und konservativen Predigten und gewann zahlreiche Anhänger in der jüngeren Pfarrerschaft. Seine Lehre führte zu einer Erweckungsbewegung innerhalb der schwedischen Staatskirche, vor allem in Schonen und im Bistum Göteborg. Der Schartauanismus findet sich heute noch in Bohuslän und im südlichen Västergötland. Fast alle seine Schriften wurden erst postum von seinen Schülern herausgegeben.

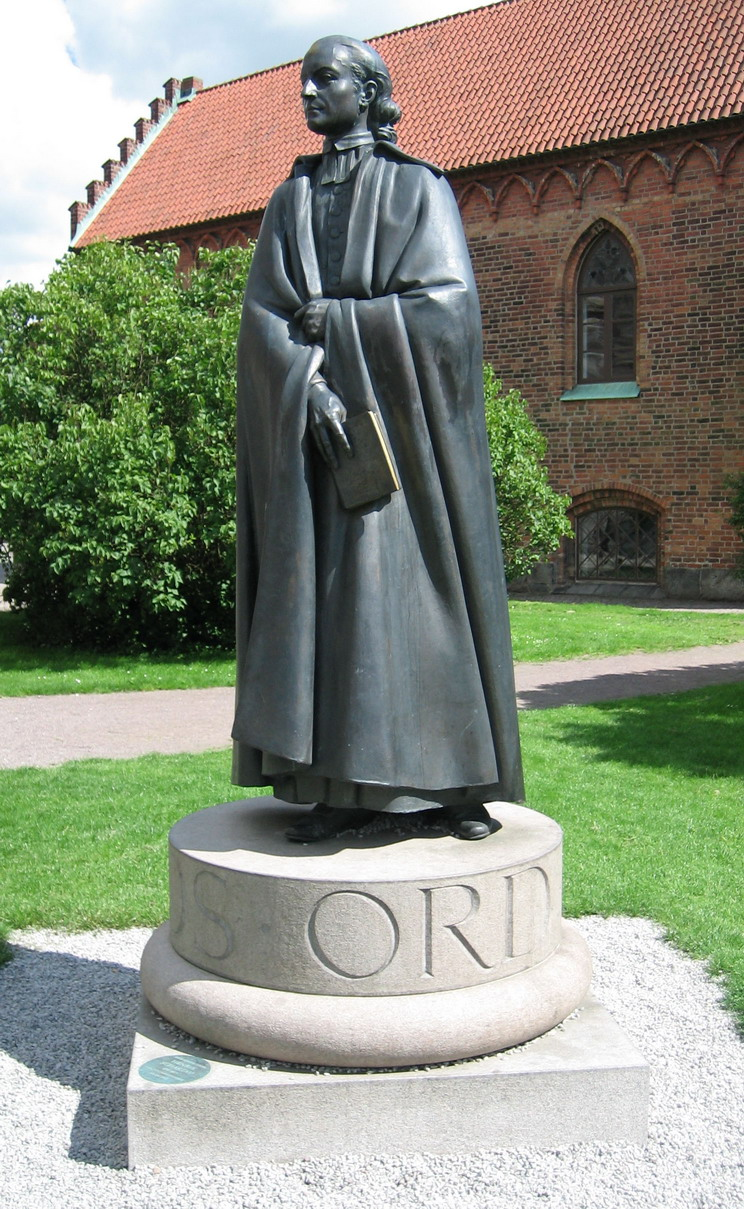
Statue Schartaus von Peter Linde vor dem Dom zu Lund (2003)

In seiner Novelle Lohn der Tugend (Dygdens lön) verarbeitet August Strindberg ironisch Schartaus Diktum von der „Nichtigkeit der Vernunft“, dem zufolge die Vernunft deshalb eine große Sünde sei, weil sie sich anschicke zu begreifen, was nicht begriffen werden soll. Da keine Erklärung dafür gegeben wird, warum dieses „es“ nicht begriffen werden soll, vermutet Strindbergs Protagonist, weil damit ansonsten wohl der große Betrug des Christentums aufgedeckt werden würde.

## Schriften (Auswahl)
- Utkast till predikningar. Stockholm 1827/28.
- Bref i andeliga ämnen. Stockholm 1828–30.
- Undervisning i christendomskunskapen. Stockholm 1835.
- Predikningar. Till större delen i utförligare utkast. 1–4. Stockholm 1843–1861.
- Utkast till offentliga förhör, tillika med afhandlingar i frågor och swar öfwer några stycken af christendomskunskapen. Lund 1850.